# Karpas (półwysep)
Karpas (gr. Καρπασία, 'Karpasia'; Χερσόνησος Καρπασίας, 'Chersonisos Karpasias'; tur. Karpaz Yarımadası) – półwysep o długości ok. 75 km położony w północno-wschodniej części wyspy Cypr i przynależący do Tureckiej Republiki Cypru Północnego. Posiada słabo rozwiniętą linię brzegową, nizinne wybrzeża, w środkowej części wzniesienia do 750 m n.p.m. Głównym miastem jest Dipkarpaz (gr. Rizokarpaso). Na czubku półwyspu znajduje się przylądek Apostolos Andreas wraz z mieszczącym się na nim klasztorem św. Andrzeja Apostoła. W części południowo-zachodniej półwyspu znajduje się zamek Kantara.
Na półwyspie prowadzona jest uprawa zbóż, tytoniu, bawełny i drzew oliwkowych, a także hodowla owiec i bydła. Półwysep jest w znacznej części objęty ochroną jako rezerwat przyrody, występują tu m.in. dziko żyjące osły, żółwie morskie, liczne gatunki motyli i ptaków.